# Emilia Sanecka
Emilia Sanecka (ur. 15 maja 1990 w Sycowie) – polska wokalistka disco polo i folk, liderka zespołu muzycznego Daj To Głośniej i projektu Emila.
Zyskała ogólnopolską popularność po premierze hitu Mama ostrzegała w 2019 roku.
Jest siostrą Anny Saneckiej-Michalskiej – radnej Sejmiku Województwa Dolnośląskiego VI kadencji (2018–2024)